# Candidature en 2012 des députés français de la XIIIe législature

Liste des candidatures en 2012 des députés français de la XIIIe législature de la Cinquième République et d'une éventuelle candidature à leur réélection lors des élections législatives des 10 et 17 juin 2012. Les députés en fonction sont présentés au moment du scrutin et de la fin de la mandature. L'année indiquée est celle de leur première élection à l'Assemblée nationale, les mandats pouvant cependant ne pas avoir été continus.

## Liste des députés
Source
| Nom                          |  | Groupe | Circonscription                | Première élection | Candidature 2012               | Réélu(e) |
| ---------------------------- |  | ------ | ------------------------------ | ----------------- | ------------------------------ | -------- |
| Jean-Pierre Abelin           |  | NC     | Vienne (4e)                    | 1978              | Vienne (4e)                    | Non      |
| Élie Aboud                   |  | UMP    | Hérault (6e)                   | 2007              | Hérault (6e)                   | Non      |
| Bernard Accoyer              |  | UMP    | Haute-Savoie (1re)             | 1993              | Haute-Savoie (1re)             | Oui      |
| Patricia Adam                |  | SRC    | Finistère (2e)                 | 2002              | Finistère (2e)                 | Oui      |
| Manuel Aeschlimann           |  | UMP    | Hauts-de-Seine (02e)           | 2002              | Hauts-de-Seine (02e)           | Non      |
| Yves Albarello               |  | UMP    | Seine-et-Marne (7e)            | 2007              | Seine-et-Marne (7e)            | Oui      |
| Alfred Almont                |  | UMP    | Martinique (2e)                | 2002              | 0Non                           | -        |
| Michèle Alliot-Marie         |  | UMP    | Pyrénées-Atlantiques (6e)      | 1986              | Pyrénées-Atlantiques (6e)      | Non      |
| Abdoulatifou Aly             |  |        | Mayotte (1re)                  | 2007              | Mayotte (1re)                  | Non      |
| Nicole Ameline               |  | UMP    | Calvados (4e)                  | 1991              | Calvados (4e)                  | Oui      |
| Marie-Hélène Amiable         |  | GDR    | Hauts-de-Seine (11e)           | 2007              | Hauts-de-Seine (11e)           | Non      |
| Jean-Paul Anciaux            |  | UMP    | Saône-et-Loire (3e)            | 1993              | Saône-et-Loire (3e)            | Non      |
| Sylvie Andrieux-Bacquet      |  | SRC    | Bouches-du-Rhône (07e)         | 1997              | Bouches-du-Rhône (03e)         | Oui      |
| Edwige Antier                |  | UMP    | Paris (04e)                    | 2009              | 0Non                           | -        |
| François Asensi              |  | GDR    | Seine-Saint-Denis (11e)        | 1981              | Seine-Saint-Denis (11e)        | Oui      |
| Jean Auclair                 |  | UMP    | Creuse (2e)                    | 1993              | Creuse (1re)                   | Non      |
| Martine Aurillac             |  | UMP    | Paris (03e)                    | 1993              | 0Non                           | -        |
| Jean-Marc Ayrault            |  | SRC    | Loire-Atlantique (03e)         | 1988              | Loire-Atlantique (03e)         | Oui      |
| Jean-Paul Bacquet            |  | SRC    | Puy-de-Dôme (4e)               | 1997              | Puy-de-Dôme (4e)               | Oui      |
| Dominique Baert              |  | SRC    | Nord (08e)                     | 1997              | Nord (08e)                     | Oui      |
| Pierre-Christophe Baguet     |  | UMP    | Hauts-de-Seine (09e)           | 1997              | 0Non                           | -        |
| Patrick Balkany              |  | UMP    | Hauts-de-Seine (05e)           | 1988              | Hauts-de-Seine (05e)           | Oui      |
| Jean-Pierre Balligand        |  | SRC    | Aisne (3e)                     | 1981              | 0Non                           | -        |
| Gérard Bapt                  |  | SRC    | Haute-Garonne (2e)             | 1988              | Haute-Garonne (2e)             | Oui      |
| Jean Bardet                  |  | UMP    | Val-d'Oise (3e)                | 1986              | Val-d'Oise (3e)                | Non      |
| Brigitte Barèges             |  | UMP    | Tarn-et-Garonne (1re)          | 2002              | Tarn-et-Garonne (1re)          | Non      |
| Claude Bartolone             |  | SRC    | Seine-Saint-Denis (06e)        | 1981              | Seine-Saint-Denis (09e)        | Oui      |
| Jacques Bascou               |  | SRC    | Aude (2e)                      | 1997              | 0Non                           | -        |
| Sylvia Bassot                |  | UMP    | Orne (3e)                      | 1997              | 0Non                           | -        |
| Christian Bataille           |  | SRC    | Nord (22e)                     | 1988              | Nord (12e)                     | Oui      |
| Delphine Batho               |  | SRC    | Deux-Sèvres (2e)               | 2007              | Deux-Sèvres (2e)               | Oui      |
| Marie-Noëlle Battistel       |  | SRC    | Isère (4e)                     | 2010              | Isère (4e)                     | Oui      |
| François Bayrou              |  |        | Pyrénées-Atlantiques (2e)      | 1986              | Pyrénées-Atlantiques (2e)      | Non      |
| Patrick Beaudouin            |  | UMP    | Val-de-Marne (06e)             | 2002              | Val-de-Marne (06e)             | Non      |
| Huguette Bello               |  | GDR    | Réunion (2e)                   | 1997              | Réunion (2e)                   | Oui      |
| Jacques-Alain Bénisti        |  | UMP    | Val-de-Marne (04e)             | 2002              | Val-de-Marne (04e)             | Oui      |
| Thierry Benoit               |  | NC     | Ille-et-Vilaine (6e)           | 2007              | Ille-et-Vilaine (6e)           | Oui      |
| Éric Berdoati                |  | UMP    | Hauts-de-Seine (07e)           | 2010              | 0Non                           | -        |
| Jean-Louis Bernard           |  | UMP    | Loiret (3e)                    | 1993              | 0Non                           | -        |
| Marc Bernier                 |  | UMP    | Mayenne (2e)                   | 2002              | 0Non                           | -        |
| Chantal Berthelot            |  | SRC    | Guyane (2e)                    | 2007              | Guyane (2e)                    | Oui      |
| Véronique Besse              |  |        | Vendée (4e)                    | 2005              | Vendée (4e)                    | Oui      |
| Jean-Louis Bianco            |  | SRC    | Alpes-de-Haute-Provence (1re)  | 1997              | 0Non                           | -        |
| Gisèle Biémouret             |  | SRC    | Gers (2e)                      | 2007              | Gers (2e)                      | Oui      |
| Jérôme Bignon                |  | UMP    | Somme (3e)                     | 1993              | Somme (3e)                     | Non      |
| Martine Billard              |  | GDR    | Paris (01re)                   | 2002              | Paris (05e)                    | Non      |
| Jean-Marie Binetruy          |  | UMP    | Doubs (5e)                     | 2002              | 0Non                           | -        |
| Claude Birraux               |  | UMP    | Haute-Savoie (4e)              | 1978              | 0Non                           | -        |
| Christian Blanc              |  | UMP    | Yvelines (03e)                 | 2002              | 0Non                           | -        |
| Étienne Blanc                |  | UMP    | Ain (3e)                       | 2002              | Ain (3e)                       | Oui      |
| Émile Blessig                |  | UMP    | Bas-Rhin (7e)                  | 1998              | 0Non                           | -        |
| Serge Blisko                 |  | SRC    | Paris (10e)                    | 1997              | 0Non                           | -        |
| Patrick Bloche               |  | SRC    | Paris (07e)                    | 1997              | Paris (07e)                    | Oui      |
| Roland Blum                  |  | UMP    | Bouches-du-Rhône (01re)        | 1986              | 0Non                           | -        |
| Alain Bocquet                |  | GDR    | Nord (20e)                     | 1978              | Nord (20e)                     | Oui      |
| Claude Bodin                 |  | UMP    | Val-d'Oise (4e)                | 2007              | Val-d'Oise (4e)                | Non      |
| Philippe Boënnec             |  | UMP    | Loire-Atlantique (09e)         | 2007              | Loire-Atlantique (09e)         | Non      |
| Daniel Boisserie             |  | SRC    | Haute-Vienne (2e)              | 1997              | Haute-Vienne (2e)              | Oui      |
| Marcel Bonnot                |  | UMP    | Doubs (3e)                     | 2002              | Doubs (3e)                     | Oui      |
| Maxime Bono                  |  | SRC    | Charente-Maritime (1re)        | 1999              | 0Non                           | -        |
| Jean-Louis Borloo            |  | UMP    | Nord (21e)                     | 1993              | Nord (21e)                     | Oui      |
| Joseph Bossé                 |  | UMP    | Maine-et-Loire (7e)            | 2011              | 0Non                           | -        |
| Jean-Michel Boucheron        |  | SRC    | Ille-et-Vilaine (1re)          | 1981              | Ille-et-Vilaine (1re)          | Non      |
| Jean-Claude Bouchet          |  | UMP    | Vaucluse (2e)                  | 2007              | Vaucluse (2e)                  | Oui      |
| Marie-Odile Bouillé          |  | SRC    | Loire-Atlantique (08e)         | 2007              | Loire-Atlantique (08e)         | Oui      |
| Christophe Bouillon          |  | SRC    | Seine-Maritime (05e)           | 2007              | Seine-Maritime (05e)           | Oui      |
| Monique Boulestin            |  | SRC    | Haute-Vienne (1re)             | 2007              | Haute-Vienne (3e)              | Non      |
| Gilles Bourdouleix           |  | UMP    | Maine-et-Loire (5e)            | 2002              | Maine-et-Loire (5e)            | Oui      |
| Bruno Bourg-Broc             |  | UMP    | Marne (4e)                     | 1982              | 0Non                           | -        |
| Pierre Bourguignon           |  | SRC    | Seine-Maritime (03e)           | 1981              | 0Non                           | -        |
| Chantal Bourragué            |  | UMP    | Gironde (01re)                 | 2002              | Gironde (01re)                 | Non      |
| Danielle Bousquet            |  | SRC    | Côtes-d'Armor (1re)            | 1997              | 0Non                           | -        |
| Loïc Bouvard                 |  | UMP    | Morbihan (4e)                  | 1973              | 0Non                           | -        |
| Michel Bouvard               |  | UMP    | Savoie (3e)                    | 1993              | 0Non                           | -        |
| Valérie Boyer                |  | UMP    | Bouches-du-Rhône (08e)         | 2007              | Bouches-du-Rhône (01re)        | Oui      |
| Françoise Branget            |  | UMP    | Doubs (1re)                    | 2004              | Doubs (1re)                    | Non      |
| Patrick Braouezec            |  | GDR    | Seine-Saint-Denis (02e)        | 1993              | Seine-Saint-Denis (02e)        | Non      |
| Jean-Pierre Brard            |  | GDR    | Seine-Saint-Denis (07e)        | 1988              | Seine-Saint-Denis (07e)        | Non      |
| Xavier Breton                |  | UMP    | Ain (1re)                      | 2007              | Ain (1re)                      | Oui      |
| Françoise Briand             |  | UMP    | Essonne (07e)                  | 2008              | Essonne (07e)                  | Non      |
| Philippe Briand              |  | UMP    | Indre-et-Loire (5e)            | 1993              | Indre-et-Loire (5e)            | Non      |
| Pascal Brindeau              |  | NC     | Loir-et-Cher (3e)              | 2010              | 0Non                           | -        |
| Bernard Brochand             |  | UMP    | Alpes-Maritimes (8e)           | 2001              | Alpes-Maritimes (8e)           | Oui      |
| François Brottes             |  | SRC    | Isère (5e)                     | 1997              | Isère (5e)                     | Oui      |
| Chantal Brunel               |  | UMP    | Seine-et-Marne (8e)            | 2002              | Seine-et-Marne (8e)            | Non      |
| Marie-George Buffet          |  | GDR    | Seine-Saint-Denis (04e)        | 1997              | Seine-Saint-Denis (04e)        | Oui      |
| Michel Buillard              |  | UMP    | Polynésie française (1re)      | 1997              | 0Non                           | -        |
| Yves Bur                     |  | UMP    | Bas-Rhin (4e)                  | 1995              | 0Non                           | -        |
| Dominique Bussereau          |  | UMP    | Charente-Maritime (4e)         | 1993              | Charente-Maritime (4e)         | Oui      |
| Alain Cacheux                |  | SRC    | Nord (03e)                     | 1997              | Nord (05e)                     | Non      |
| Jérôme Cahuzac               |  | SRC    | Lot-et-Garonne (3e)            | 1997              | Lot-et-Garonne (3e)            | Oui      |
| Dominique Caillaud           |  | UMP    | Vendée (2e)                    | 1997              | Vendée (2e)                    | Non      |
| Patrice Calméjane            |  | UMP    | Seine-Saint-Denis (08e)        | 2007              | Seine-Saint-Denis (08e)        | Non      |
| Jean-Christophe Cambadélis   |  | SRC    | Paris (20e)                    | 1988              | Paris (16e)                    | Oui      |
| Jean-Jacques Candelier       |  | GDR    | Nord (16e)                     | 2007              | Nord (16e)                     | Oui      |
| Bernard Carayon              |  | UMP    | Tarn (4e)                      | 1993              | Tarn (3e)                      | Non      |
| Thierry Carcenac             |  | SRC    | Tarn (2e)                      | 1997              | 0Non                           | -        |
| Christophe Caresche          |  | SRC    | Paris (18e)                    | 1997              | Paris (18e)                    | Oui      |
| Olivier Carré                |  | UMP    | Loiret (1re)                   | 2007              | Loiret (1re)                   | Oui      |
| Gilles Carrez                |  | UMP    | Val-de-Marne (05e)             | 1993              | Val-de-Marne (05e)             | Oui      |
| Martine Carrillon-Couvreur   |  | SRC    | Nièvre (1re)                   | 2002              | Nièvre (1re)                   | Oui      |
| Laurent Cathala              |  | SRC    | Val-de-Marne (02e)             | 1981              | Val-de-Marne (02e)             | Oui      |
| Bernard Cazeneuve            |  | SRC    | Manche (5e)                    | 1997              | Manche (4e)                    | Oui      |
| Joëlle Ceccaldi-Raynaud      |  | UMP    | Hauts-de-Seine (06e)           | 2002              | 0Non                           | -        |
| Yves Censi                   |  | UMP    | Aveyron (1re)                  | 2002              | Aveyron (1re)                  | Oui      |
| Guy Chambefort               |  | SRC    | Allier (1re)                   | 2007              | Allier (1re)                   | Oui      |
| Jean-Paul Chanteguet         |  | SRC    | Indre (3e)                     | 1988              | Indre (1re)                    | Oui      |
| Gérard Charasse              |  | SRC    | Allier (4e)                    | 1997              | Allier (4e)                    | Oui      |
| Hervé de Charette            |  | UMP    | Maine-et-Loire (6e)            | 1986              | Maine-et-Loire (6e)            | Non      |
| Jérôme Chartier              |  | UMP    | Val-d'Oise (7e)                | 2002              | Val-d'Oise (7e)                | Oui      |
| André Chassaigne             |  | GDR    | Puy-de-Dôme (5e)               | 2002              | Puy-de-Dôme (5e)               | Oui      |
| Gérard Cherpion              |  | UMP    | Vosges (2e)                    | 1993              | Vosges (2e)                    | Oui      |
| Jean-Louis Christ            |  | UMP    | Haut-Rhin (2e)                 | 2002              | Haut-Rhin (2e)                 | Oui      |
| Dino Cinieri                 |  | UMP    | Loire (4e)                     | 2002              | Loire (4e)                     | Oui      |
| Éric Ciotti                  |  | UMP    | Alpes-Maritimes (1re)          | 2007              | Alpes-Maritimes (1re)          | Oui      |
| Alain Claeys                 |  | SRC    | Vienne (1re)                   | 1997              | Vienne (1re)                   | Oui      |
| Jean-Michel Clément          |  | SRC    | Vienne (3e)                    | 2007              | Vienne (3e)                    | Oui      |
| Pascal Clément               |  | UMP    | Loire (6e)                     | 1978              | 0Non                           | -        |
| Marie-Françoise Clergeau     |  | SRC    | Loire-Atlantique (02e)         | 1997              | Loire-Atlantique (02e)         | Oui      |
| Philippe Cochet              |  | UMP    | Rhône (05e)                    | 2002              | Rhône (05e)                    | Oui      |
| Gilles Cocquempot            |  | SRC    | Pas-de-Calais (07e)            | 1997              | 0Non                           | -        |
| Pierre Cohen                 |  | SRC    | Haute-Garonne (3e)             | 1997              | 0Non                           | -        |
| Georges Colombier            |  | UMP    | Isère (7e)                     | 1988              | 0Non                           | -        |
| Geneviève Colot              |  | UMP    | Essonne (03e)                  | 2002              | Essonne (03e)                  | Non      |
| Jean-François Copé           |  | UMP    | Seine-et-Marne (6e)            | 1995              | Seine-et-Marne (6e)            | Oui      |
| François Cornut-Gentille     |  | UMP    | Haute-Marne (2e)               | 1993              | Haute-Marne (2e)               | Oui      |
| Louis Cosyns                 |  | UMP    | Cher (3e)                      | 2002              | Cher (3e)                      | Non      |
| René Couanau                 |  |        | Ille-et-Vilaine (7e)           | 1988              | 0Non                           | -        |
| Charles de Courson           |  | NC     | Marne (5e)                     | 1993              | Marne (5e)                     | Oui      |
| Alain Cousin                 |  | UMP    | Manche (3e)                    | 1988              | Manche (3e)                    | Non      |
| Jean-Yves Cousin             |  | UMP    | Calvados (6e)                  | 2002              | Calvados (6e)                  | Non      |
| Catherine Coutelle           |  | SRC    | Vienne (2e)                    | 2007              | Vienne (2e)                    | Oui      |
| Jean-Michel Couve            |  | UMP    | Var (4e)                       | 1988              | Var (4e)                       | Oui      |
| Pascale Crozon               |  | SRC    | Rhône (06e)                    | 2007              | Rhône (06e)                    | Oui      |
| Frédéric Cuvillier           |  | SRC    | Pas-de-Calais (05e)            | 2007              | Pas-de-Calais (05e)            | Oui      |
| Marie-Christine Dalloz       |  | UMP    | Jura (2e)                      | 2007              | Jura (2e)                      | Oui      |
| Claude Darciaux              |  | SRC    | Côte-d'Or (3e)                 | 2002              | 0Non                           | -        |
| Olivier Dassault             |  | UMP    | Oise (1re)                     | 1988              | Oise (1re)                     | Oui      |
| Marc-Philippe Daubresse      |  | UMP    | Nord (04e)                     | 1992              | Nord (04e)                     | Oui      |
| Bernard Debré                |  | UMP    | Paris (15e)                    | 2004              | Paris (15e)                    | Oui      |
| Jean-Pierre Decool           |  | UMP    | Nord (14e)                     | 2002              | Nord (14e)                     | Oui      |
| Bernard Deflesselles         |  | UMP    | Bouches-du-Rhône (09e)         | 1999              | Bouches-du-Rhône (09e)         | Oui      |
| Lucien Degauchy              |  | UMP    | Oise (5e)                      | 1993              | Oise (5e)                      | Oui      |
| Pascal Deguilhem             |  | SRC    | Dordogne (1re)                 | 2007              | Dordogne (1re)                 | Oui      |
| Rémi Delatte                 |  | UMP    | Côte-d'Or (2e)                 | 2007              | Côte-d'Or (2e)                 | Oui      |
| Michèle Delaunay             |  | SRC    | Gironde (02e)                  | 2007              | Gironde (02e)                  | Oui      |
| Guy Delcourt                 |  | SRC    | Pas-de-Calais (13e)            | 2007              | Pas-de-Calais (03e)            | Oui      |
| Richard Dell'Agnola          |  | UMP    | Val-de-Marne (12e)             | 2002              | Val-de-Marne (07e)             | Non      |
| Sophie Delong                |  | UMP    | Haute-Marne (1re)              | 2007              | 0Non                           | -        |
| François Deluga              |  | SRC    | Gironde (08e)                  | 1997              | 0Non                           | -        |
| Stéphane Demilly             |  | NC     | Somme (5e)                     | 2002              | Somme (5e)                     | Oui      |
| Yves Deniaud                 |  | UMP    | Orne (1re)                     | 1993              | 0Non                           | -        |
| Bernard Depierre             |  | UMP    | Côte-d'Or (1re)                | 2002              | Côte-d'Or (1re)                | Non      |
| Bernard Derosier             |  | SRC    | Nord (02e)                     | 1978              | 0Non                           | -        |
| Jacques Desallangre          |  | GDR    | Aisne (4e)                     | 1997              | 0Non                           | -        |
| Vincent Descoeur             |  | UMP    | Cantal (1re)                   | 2007              | Cantal (1re)                   | Non      |
| Michel Destot                |  | SRC    | Isère (3e)                     | 1988              | Isère (3e)                     | Oui      |
| Patrick Devedjian            |  | UMP    | Hauts-de-Seine (13e)           | 1986              | Hauts-de-Seine (13e)           | Oui      |
| Nicolas Dhuicq               |  | UMP    | Aube (1re)                     | 2007              | Aube (1re)                     | Oui      |
| Éric Diard                   |  | UMP    | Bouches-du-Rhône (12e)         | 2002              | Bouches-du-Rhône (12e)         | Non      |
| Michel Diefenbacher          |  | UMP    | Lot-et-Garonne (2e)            | 2002              | Lot-et-Garonne (2e)            | Non      |
| Jean Dionis du Séjour        |  | NC     | Lot-et-Garonne (1re)           | 2002              | Lot-et-Garonne (1re)           | Non      |
| Marc Dolez                   |  | GDR    | Nord (17e)                     | 1997              | Nord (17e)                     | Oui      |
| Jacques Domergue             |  | UMP    | Hérault (1re)                  | 2002              | 0Non                           | -        |
| Jean-Pierre Door             |  | UMP    | Loiret (4e)                    | 2002              | Loiret (4e)                    | Oui      |
| Dominique Dord               |  | UMP    | Savoie (1re)                   | 1997              | Savoie (1re)                   | Oui      |
| René Dosière                 |  | SRC    | Aisne (1re)                    | 1988              | Aisne (1re)                    | Oui      |
| Olivier Dosne                |  | UMP    | Val-de-Marne (07e)             | 2004              | 0Non                           | -        |
| Julien Dray                  |  | SRC    | Essonne (10e)                  | 1988              | 0Non                           | -        |
| Tony Dreyfus                 |  | SRC    | Paris (05e)                    | 1997              | 0Non                           | -        |
| Marianne Dubois              |  | UMP    | Loiret (2e)                    | 2009              | Loiret (2e)                    | Oui      |
| Jean-Pierre Dufau            |  | SRC    | Landes (2e)                    | 1997              | Landes (2e)                    | Oui      |
| William Dumas                |  | SRC    | Gard (5e)                      | 2004              | Gard (5e)                      | Oui      |
| Jean-Louis Dumont            |  | SRC    | Meuse (2e)                     | 1981              | Meuse (2e)                     | Oui      |
| Laurence Dumont              |  | SRC    | Calvados (2e)                  | 1997              | Calvados (2e)                  | Oui      |
| Cécile Dumoulin              |  | UMP    | Yvelines (08e)                 | 2009              | Yvelines (08e)                 | Non      |
| Jean-Pierre Dupont           |  | UMP    | Corrèze (3e)                   | 1995              | 0Non                           | -        |
| Nicolas Dupont-Aignan        |  |        | Essonne (08e)                  | 1997              | Essonne (08e)                  | Oui      |
| Jean-Paul Dupré              |  | SRC    | Aude (3e)                      | 1997              | Aude (3e)                      | Oui      |
| Raymond Durand               |  | NC     | Rhône (11e)                    | 2008              | Rhône (11e)                    | Non      |
| Yves Durand                  |  | SRC    | Nord (11e)                     | 1988              | Nord (11e)                     | Oui      |
| Paul Durieu                  |  | UMP    | Vaucluse (4e)                  | 2010              | Vaucluse (4e)                  | Non      |
| Philippe Duron               |  | SRC    | Calvados (1re)                 | 1997              | Calvados (1re)                 | Oui      |
| Olivier Dussopt              |  | SRC    | Ardèche (2e)                   | 2007              | Ardèche (2e)                   | Oui      |
| Christian Eckert             |  | SRC    | Meurthe-et-Moselle (3e)        | 2007              | Meurthe-et-Moselle (3e)        | Oui      |
| Henri Emmanuelli             |  | SRC    | Landes (3e)                    | 1978              | Landes (3e)                    | Oui      |
| Corinne Erhel                |  | SRC    | Côtes-d'Armor (5e)             | 2007              | Côtes-d'Armor (5e)             | Oui      |
| Christian Estrosi            |  | UMP    | Alpes-Maritimes (5e)           | 1988              | Alpes-Maritimes (5e)           | Oui      |
| Gilles d'Ettore              |  | UMP    | Hérault (7e)                   | 2007              | Hérault (7e)                   | Non      |
| Laurent Fabius               |  | SRC    | Seine-Maritime (04e)           | 1978              | Seine-Maritime (04e)           | Oui      |
| Albert Facon                 |  | SRC    | Pas-de-Calais (14e)            | 1988              | 0Non                           | -        |
| Daniel Fasquelle             |  | UMP    | Pas-de-Calais (04e)            | 2007              | Pas-de-Calais (04e)            | Oui      |
| Martine Faure                |  | SRC    | Gironde (09e)                  | 2007              | Gironde (12e)                  | Oui      |
| Yannick Favennec             |  | UMP    | Mayenne (3e)                   | 2002              | Mayenne (3e)                   | Oui      |
| Hervé Féron                  |  | SRC    | Meurthe-et-Moselle (2e)        | 2007              | Meurthe-et-Moselle (2e)        | Oui      |
| Jean-Michel Ferrand          |  | UMP    | Vaucluse (3e)                  | 1986              | Vaucluse (3e)                  | Non      |
| Alain Ferry                  |  | UMP    | Bas-Rhin (6e)                  | 1993              | 0Non                           | -        |
| Daniel Fidelin               |  | UMP    | Seine-Maritime (09e)           | 2002              | Seine-Maritime (09e)           | Non      |
| Aurélie Filippetti           |  | SRC    | Moselle (08e)                  | 2007              | Moselle (01re)                 | Oui      |
| Geneviève Fioraso            |  | SRC    | Isère (1re)                    | 2007              | Isère (1re)                    | Oui      |
| André Flajolet               |  | UMP    | Pas-de-Calais (09e)            | 2002              | Pas-de-Calais (09e)            | Non      |
| Jean-Claude Flory            |  | UMP    | Ardèche (3e)                   | 2002              | Ardèche (3e)                   | Non      |
| Philippe Folliot             |  | NC     | Tarn (3e)                      | 2002              | Tarn (1re)                     | Oui      |
| Pierre Forgues               |  | SRC    | Hautes-Pyrénées (1re)          | 1978              | 0Non                           | -        |
| Nicolas Forissier            |  | UMP    | Indre (2e)                     | 1993              | Indre (2e)                     | Non      |
| Marie-Louise Fort            |  | UMP    | Yonne (3e)                     | 2007              | Yonne (3e)                     | Oui      |
| Jean-Michel Fourgous         |  | UMP    | Yvelines (11e)                 | 1993              | Yvelines (11e)                 | Non      |
| Valérie Fourneyron           |  | SRC    | Seine-Maritime (01re)          | 2007              | Seine-Maritime (01re)          | Oui      |
| Michel Françaix              |  | SRC    | Oise (3e)                      | 1997              | Oise (3e)                      | Oui      |
| Marc Francina                |  | UMP    | Haute-Savoie (5e)              | 2003              | Haute-Savoie (5e)              | Oui      |
| Jacqueline Fraysse           |  | GDR    | Hauts-de-Seine (04e)           | 1997              | Hauts-de-Seine (04e)           | Oui      |
| Yves Fromion                 |  | UMP    | Cher (1re)                     | 1997              | Cher (1re)                     | Oui      |
| Jean-Claude Fruteau          |  | SRC    | Réunion (5e)                   | 2007              | Réunion (5e)                   | Oui      |
| Jean-Louis Gagnaire          |  | SRC    | Loire (2e)                     | 2007              | Loire (2e)                     | Oui      |
| Geneviève Gaillard           |  | SRC    | Deux-Sèvres (1e)               | 1997              | Deux-Sèvres (1e)               | Oui      |
| Sauveur Gandolfi-Scheit      |  | UMP    | Haute-Corse (1re)              | 2007              | Haute-Corse (1re)              | Oui      |
| Guillaume Garot              |  | SRC    | Mayenne (1re)                  | 2007              | Mayenne (1re)                  | Oui      |
| Jean-Paul Garraud            |  | UMP    | Gironde (10e)                  | 2002              | Gironde (10e)                  | Non      |
| Daniel Garrigue              |  |        | Dordogne (2e)                  | 1993              | Dordogne (2e)                  | Non      |
| Claude Gatignol              |  | UMP    | Manche (4e)                    | 1988              | 0Non                           | -        |
| Jean Gaubert                 |  | SRC    | Côtes-d'Armor (2e)             | 1985              | 0Non                           | -        |
| Gérard Gaudron               |  | UMP    | Seine-Saint-Denis (10e)        | 2007              | Seine-Saint-Denis (10e)        | Non      |
| Jean-Jacques Gaultier        |  | UMP    | Vosges (4e)                    | 2002              | Vosges (4e)                    | Non      |
| Hervé Gaymard                |  | UMP    | Savoie (2e)                    | 1993              | Savoie (2e)                    | Oui      |
| Guy Geoffroy                 |  | UMP    | Seine-et-Marne (9e)            | 2002              | Seine-et-Marne (9e)            | Oui      |
| Bernard Gérard               |  | UMP    | Nord (09e)                     | 2007              | Nord (09e)                     | Oui      |
| André Gerin                  |  | GDR    | Rhône (14e)                    | 1993              | 0Non                           | -        |
| Alain Gest                   |  | UMP    | Somme (6e)                     | 2002              | Somme (4e)                     | Oui      |
| Paul Giacobbi                |  | SRC    | Haute-Corse (2e)               | 2002              | Haute-Corse (2e)               | Oui      |
| Franck Gilard                |  | UMP    | Eure (5e)                      | 2002              | Eure (5e)                      | Oui      |
| Jean-Patrick Gille           |  | SRC    | Indre-et-Loire (1re)           | 2007              | Indre-et-Loire (1re)           | Oui      |
| Georges Ginesta              |  | UMP    | Var (5e)                       | 2002              | Var (5e)                       | Oui      |
| Jean-Pierre Giran            |  | UMP    | Var (3e)                       | 1997              | Var (3e)                       | Oui      |
| Annick Girardin              |  | SRC    | Saint-Pierre-et-Miquelon (1re) | 2007              | Saint-Pierre-et-Miquelon (1re) | Oui      |
| Joël Giraud                  |  | SRC    | Hautes-Alpes (2e)              | 2002              | Hautes-Alpes (2e)              | Oui      |
| Louis Giscard d'Estaing      |  | UMP    | Puy-de-Dôme (3e)               | 2002              | Puy-de-Dôme (3e)               | Non      |
| Jean Glavany                 |  | SRC    | Hautes-Pyrénées (3e)           | 1993              | Hautes-Pyrénées (1re)          | Oui      |
| Claude Goasguen              |  | UMP    | Paris (14e)                    | 1993              | Paris (14e)                    | Oui      |
| Daniel Goldberg              |  | SRC    | Seine-Saint-Denis (03e)        | 2007              | Seine-Saint-Denis (10e)        | Oui      |
| François-Michel Gonnot       |  | UMP    | Oise (6e)                      | 1988              | Oise (6e)                      | Non      |
| Didier Gonzales              |  | UMP    | Val-de-Marne (03e)             | 2007              | Val-de-Marne (03e)             | Non      |
| Jean-Pierre Gorges           |  | UMP    | Eure-et-Loir (1re)             | 2002              | Eure-et-Loir (1re)             | Oui      |
| Pierre Gosnat                |  | GDR    | Val-de-Marne (10e)             | 2007              | Val-de-Marne (10e)             | Non      |
| Philippe Gosselin            |  | UMP    | Manche (1re)                   | 2007              | Manche (1re)                   | Oui      |
| Pascale Got                  |  | SRC    | Gironde (05e)                  | 2007              | Gironde (05e)                  | Oui      |
| Marc Goua                    |  | SRC    | Maine-et-Loire (2e)            | 2007              | Maine-et-Loire (2e)            | Oui      |
| Philippe Goujon              |  | UMP    | Paris (12e)                    | 2007              | Paris (12e)                    | Oui      |
| François Goulard             |  | UMP    | Morbihan (1re)                 | 1997              | Morbihan (1re)                 | Non      |
| Michel Grall                 |  | UMP    | Morbihan (2e)                  | 2007              | Morbihan (2e)                  | Non      |
| Jean-Pierre Grand            |  | UMP    | Hérault (3e)                   | 2002              | Hérault (3e)                   | Non      |
| Jean Grellier                |  | SRC    | Deux-Sèvres (4e)               | 2007              | Deux-Sèvres (3e)               | Oui      |
| Jean Grenet                  |  | UMP    | Pyrénées-Atlantiques (5e)      | 1993              | Pyrénées-Atlantiques (5e)      | Non      |
| Anne Grommerch               |  | UMP    | Moselle (09e)                  | 2008              | Moselle (09e)                  | Oui      |
| Jacques Grosperrin           |  | UMP    | Doubs (2e)                     | 2007              | Doubs (2e)                     | Non      |
| Arlette Grosskost            |  | UMP    | Haut-Rhin (5e)                 | 2002              | Haut-Rhin (5e)                 | Oui      |
| Serge Grouard                |  | UMP    | Loiret (2e)                    | 2002              | Loiret (2e)                    | Oui      |
| Pascale Gruny                |  | UMP    | Aisne (2e)                     | 2004              | 0Non                           | -        |
| Louis Guédon                 |  | UMP    | Vendée (3e)                    | 1993              | Vendée (3e)                    | Non      |
| Françoise Guégot             |  | UMP    | Seine-Maritime (02e)           | 2007              | Seine-Maritime (02e)           | Oui      |
| Jean-Claude Guibal           |  | UMP    | Alpes-Maritimes (4e)           | 1997              | Alpes-Maritimes (4e)           | Oui      |
| Élisabeth Guigou             |  | SRC    | Seine-Saint-Denis (09e)        | 1997              | Seine-Saint-Denis (06e)        | Oui      |
| Jean-Jacques Guillet         |  | UMP    | Hauts-de-Seine (08e)           | 1993              | Hauts-de-Seine (08e)           | Oui      |
| Christophe Guilloteau        |  | UMP    | Rhône (10e)                    | 2003              | Rhône (10e)                    | Oui      |
| David Habib                  |  | SRC    | Pyrénées-Atlantiques (3e)      | 2002              | Pyrénées-Atlantiques (3e)      | Oui      |
| Gérard Hamel                 |  | UMP    | Eure-et-Loir (2e)              | 1993              | 0Non                           | -        |
| Michel Havard                |  | UMP    | Rhône (01re)                   | 2007              | Rhône (01re)                   | Non      |
| Michel Heinrich              |  | UMP    | Vosges (1re)                   | 2002              | Vosges (1re)                   | Oui      |
| Laurent Hénart               |  | UMP    | Meurthe-et-Moselle (1re)       | 2002              | Meurthe-et-Moselle (1re)       | Non      |
| Michel Herbillon             |  | UMP    | Val-de-Marne (08e)             | 1997              | Val-de-Marne (08e)             | Oui      |
| Antoine Herth                |  | UMP    | Bas-Rhin (5e)                  | 2002              | Bas-Rhin (5e)                  | Oui      |
| Francis Hillmeyer            |  | NC     | Haut-Rhin (6e)                 | 2000              | Haut-Rhin (6e)                 | Oui      |
| Danièle Hoffman-Rispal       |  | SRC    | Paris (06e)                    | 2002              | 0Non                           | -        |
| François Hollande            |  | SRC    | Corrèze (1re)                  | 1997              | 0Non                           | -        |
| Françoise Hostalier          |  | UMP    | Nord (15e)                     | 1993              | Nord (15e)                     | Non      |
| Philippe Houillon            |  | UMP    | Val-d'Oise (1re)               | 1993              | Val-d'Oise (1re)               | Oui      |
| Guénhaël Huet                |  | UMP    | Manche (2e)                    | 2007              | Manche (2e)                    | Oui      |
| Michel Hunault               |  | NC     | Loire-Atlantique (06e)         | 1993              | Loire-Atlantique (06e)         | Non      |
| Sandrine Hurel               |  | SRC    | Seine-Maritime (11e)           | 2007              | Seine-Maritime (06e)           | Oui      |
| Christian Hutin              |  | SRC    | Nord (12e)                     | 2007              | Nord (13e)                     | Oui      |
| Sébastien Huyghe             |  | UMP    | Nord (05e)                     | 2002              | Nord (05e)                     | Oui      |
| Monique Iborra               |  | SRC    | Haute-Garonne (6e)             | 2007              | Haute-Garonne (6e)             | Oui      |
| Jean-Louis Idiart            |  | SRC    | Haute-Garonne (8e)             | 2002              | 0Non                           | -        |
| Françoise Imbert             |  | SRC    | Haute-Garonne (5e)             | 1997              | Haute-Garonne (5e)             | Oui      |
| Jacqueline Irles             |  | UMP    | Pyrénées-Orientales (4e)       | 2007              | Pyrénées-Orientales (4e)       | Non      |
| Michel Issindou              |  | SRC    | Isère (2e)                     | 2007              | Isère (2e)                     | Oui      |
| Christian Jacob              |  | UMP    | Seine-et-Marne (4e)            | 1995              | Seine-et-Marne (4e)            | Oui      |
| Denis Jacquat                |  | UMP    | Moselle (02e)                  | 1988              | Moselle (02e)                  | Oui      |
| Éric Jalton                  |  | SRC    | Guadeloupe (1re)               | 2002              | Guadeloupe (1re)               | Oui      |
| Serge Janquin                |  | SRC    | Pas-de-Calais (10e)            | 1993              | Pas-de-Calais (10e)            | Oui      |
| Olivier Jardé                |  | NC     | Somme (2e)                     | 2002              | Somme (2e)                     | Non      |
| Paul Jeanneteau              |  | UMP    | Maine-et-Loire (1re)           | 2007              | Maine-et-Loire (1re)           | Non      |
| Yves Jégo                    |  | UMP    | Seine-et-Marne (3re)           | 2002              | Seine-et-Marne (3re)           | Oui      |
| Henri Jibrayel               |  | SRC    | Bouches-du-Rhône (04e)         | 2007              | Bouches-du-Rhône (07e)         | Oui      |
| Maryse Joissains-Masini      |  | UMP    | Bouches-du-Rhône (14e)         | 2002              | Bouches-du-Rhône (14e)         | Non      |
| Marc Joulaud                 |  | UMP    | Sarthe (4e)                    | 2002              | Sarthe (4e)                    | Non      |
| Alain Joyandet               |  | UMP    | Haute-Saône (1re)              | 2002              | 0Non                           | -        |
| Régis Juanico                |  | SRC    | Loire (1re)                    | 2007              | Loire (1re)                    | Oui      |
| Didier Julia                 |  | UMP    | Seine-et-Marne (2e)            | 1967              | 0Non                           | -        |
| Armand Jung                  |  | SRC    | Bas-Rhin (1re)                 | 1997              | Bas-Rhin (1re)                 | Oui      |
| Marietta Karamanli           |  | SRC    | Sarthe (2e)                    | 2007              | Sarthe (2e)                    | Oui      |
| Christian Kert               |  | UMP    | Bouches-du-Rhône (11e)         | 1988              | Bouches-du-Rhône (11e)         | Oui      |
| Nathalie Kosciusko-Morizet   |  | UMP    | Essonne (04e)                  | 2002              | Essonne (04e)                  | Oui      |
| Jacques Kossowski            |  | UMP    | Hauts-de-Seine (03e)           | 1997              | Hauts-de-Seine (03e)           | Oui      |
| Jean-Pierre Kucheida         |  | SRC    | Pas-de-Calais (12e)            | 1988              | Pas-de-Calais (12e)            | Non      |
| Patrick Labaune              |  | UMP    | Drôme (1re)                    | 1993              | Drôme (1re)                    | Oui      |
| Fabienne Labrette-Ménager    |  | UMP    | Sarthe (1re)                   | 2007              | Sarthe (1re)                   | Non      |
| Yvan Lachaud                 |  | NC     | Gard (1re)                     | 2002              | Gard (1re)                     | Non      |
| Conchita Lacuey              |  | SRC    | Gironde (04e)                  | 1997              | Gironde (04e)                  | Oui      |
| Jean-Christophe Lagarde      |  | NC     | Seine-Saint-Denis (05e)        | 2002              | Seine-Saint-Denis (05e)        | Oui      |
| Jérôme Lambert               |  | SRC    | Charente (3e)                  | 1988              | Charente (3e)                  | Oui      |
| Jacques Lamblin              |  | UMP    | Meurthe-et-Moselle (4e)        | 2007              | Meurthe-et-Moselle (4e)        | Oui      |
| Jean-François Lamour         |  | UMP    | Paris (13e)                    | 2007              | Paris (13e)                    | Oui      |
| Marguerite Lamour            |  | UMP    | Finistère (3e)                 | 2002              | Finistère (3e)                 | Non      |
| François Lamy                |  | SRC    | Essonne (06e)                  | 1997              | Essonne (06e)                  | Oui      |
| Raymond Lancelin             |  | UMP    | Indre-et-Loire (2e)            | 2007              | 0Non                           | -        |
| Jack Lang                    |  | SRC    | Pas-de-Calais (06e)            | 1986              | Vosges (2e)                    | Non      |
| Pierre Lang                  |  | UMP    | Moselle (06e)                  | 1993              | Moselle (06e)                  | Non      |
| Colette Langlade             |  | SRC    | Dordogne (3e)                  | 2008              | Dordogne (3e)                  | Oui      |
| Laure de La Raudière         |  | UMP    | Eure-et-Loir (3e)              | 2007              | Eure-et-Loir (3e)              | Oui      |
| Pierre Lasbordes             |  | UMP    | Essonne (05e)                  | 1997              | 0Non                           | -        |
| Jean Lassalle                |  |        | Pyrénées-Atlantiques (4e)      | 2002              | Pyrénées-Atlantiques (4e)      | Oui      |
| Jean Launay                  |  | SRC    | Lot (2e)                       | 1998              | Lot (2e)                       | Oui      |
| Charles de La Verpillière    |  | UMP    | Ain (2e)                       | 2007              | Ain (2e)                       | Oui      |
| Thierry Lazaro               |  | UMP    | Nord (06e)                     | 1993              | Nord (06e)                     | Oui      |
| Jean-Yves Le Bouillonnec     |  | SRC    | Val-de-Marne (11e)             | 2002              | Val-de-Marne (11e)             | Oui      |
| Marylise Lebranchu           |  | SRC    | Finistère (4e)                 | 1997              | Finistère (4e)                 | Oui      |
| Patrick Lebreton             |  | SRC    | Réunion (4e)                   | 2007              | Réunion (4e)                   | Oui      |
| Gilbert Le Bris              |  | SRC    | Finistère (8e)                 | 1981              | Finistère (8e)                 | Oui      |
| Jean-Paul Lecoq              |  | GDR    | Seine-Maritime (06e)           | 2007              | Seine-Maritime (08e)           | Non      |
| Robert Lecou                 |  | UMP    | Hérault (4e)                   | 2002              | Hérault (4e)                   | Non      |
| Jean-Yves Le Déaut           |  | SRC    | Meurthe-et-Moselle (6e)        | 1988              | Meurthe-et-Moselle (6e)        | Oui      |
| Michel Lefait                |  | SRC    | Pas-de-Calais (08e)            | 1997              | Pas-de-Calais (08e)            | Oui      |
| Jean-Marc Lefranc            |  | UMP    | Calvados (5e)                  | 2002              | 0Non                           | -        |
| Guy Lefrand                  |  | UMP    | Eure (1re)                     | 2009              | 0Non                           | -        |
| Marc Le Fur                  |  | UMP    | Côtes-d'Armor (3e)             | 1993              | Côtes-d'Armor (3e)             | Oui      |
| Jacques Le Guen              |  | UMP    | Finistère (5e)                 | 2002              | Finistère (5e)                 | Non      |
| Jean-Marie Le Guen           |  | SRC    | Paris (09e)                    | 1988              | Paris (09e)                    | Oui      |
| Michel Lejeune               |  | UMP    | Seine-Maritime (12e)           | 2002              | Seine-Maritime (06e)           | Non      |
| Annick Le Loch               |  | SRC    | Finistère (7e)                 | 2007              | Finistère (7e)                 | Oui      |
| Patrick Lemasle              |  | SRC    | Haute-Garonne (7e)             | 1997              | Haute-Garonne (7e)             | Oui      |
| Dominique Le Mèner           |  | UMP    | Sarthe (5e)                    | 2002              | Sarthe (5e)                    | Oui      |
| Catherine Lemorton           |  | SRC    | Haute-Garonne (1re)            | 2007              | Haute-Garonne (1re)            | Oui      |
| Jacques Le Nay               |  | UMP    | Morbihan (6e)                  | 1993              | Morbihan (6e)                  | Non      |
| Jean-Louis Léonard           |  | UMP    | Charente-Maritime (2e)         | 1993              | Charente-Maritime (2e)         | Non      |
| Annick Lepetit               |  | SRC    | Paris (17e)                    | 2002              | Paris (03e)                    | Oui      |
| Pierre Lequiller             |  | UMP    | Yvelines (04e)                 | 1988              | Yvelines (04e)                 | Oui      |
| Bruno Le Roux                |  | SRC    | Seine-Saint-Denis (01re)       | 1997              | Seine-Saint-Denis (01re)       | Oui      |
| Dominique Le Sourd           |  | UMP    | Oise (7e)                      | 2011              | 0Non                           | -        |
| Bernard Lesterlin            |  | SRC    | Allier (2e)                    | 2007              | Allier (2e)                    | Oui      |
| Serge Letchimy               |  | SRC    | Martinique (3e)                | 2007              | Martinique (3e)                | Oui      |
| Claude Leteurtre             |  | NC     | Calvados (3e)                  | 2002              | Calvados (3e)                  | Non      |
| Céleste Lett                 |  | UMP    | Moselle (05e)                  | 2002              | Moselle (05e)                  | Oui      |
| Geneviève Levy               |  | UMP    | Var (1re)                      | 2002              | Var (1re)                      | Oui      |
| Michel Liebgott              |  | SRC    | Moselle (10e)                  | 1997              | Moselle (8e)                   | Oui      |
| Martine Lignières-Cassou     |  | SRC    | Pyrénées-Atlantiques (1re)     | 1997              | Pyrénées-Atlantiques (1re)     | Oui      |
| Albert Likuvalu              |  | SRC    | Wallis-et-Futuna (1re)         | 2007              | Wallis-et-Futuna (1re)         | Non      |
| François Loncle              |  | SRC    | Eure (4e)                      | 1981              | Eure (4e)                      | Oui      |
| Gérard Lorgeoux              |  | UMP    | Morbihan (3e)                  | 2002              | 0Non                           | -        |
| Gabrielle Louis-Carabin      |  | UMP    | Guadeloupe (2e)                | 2002              | Guadeloupe (2e)                | Oui      |
| Lionnel Luca                 |  | UMP    | Alpes-Maritimes (6e)           | 1997              | Alpes-Maritimes (6e)           | Oui      |
| Victorin Lurel               |  | SRC    | Guadeloupe (4e)                | 2002              | Guadeloupe (4e)                | Oui      |
| Daniel Mach                  |  | UMP    | Pyrénées-Orientales (1re)      | 2002              | Pyrénées-Orientales (1re)      | Non      |
| Richard Mallié               |  | UMP    | Bouches-du-Rhône (10e)         | 2002              | Bouches-du-Rhône (10e)         | Non      |
| Jean Mallot                  |  | SRC    | Allier (3e)                    | 2007              | 0Non                           | -        |
| Noël Mamère                  |  |        | Gironde (03e)                  | 1997              | Gironde (03e)                  | Oui      |
| Jean-François Mancel         |  | UMP    | Oise (2e)                      | 1978              | Oise (2e)                      | Oui      |
| Louis-Joseph Manscour        |  | SRC    | Martinique (1re)               | 2002              | Martinique (1re)               | Non      |
| Jacqueline Maquet            |  | SRC    | Pas-de-Calais (01re)           | 2007              | Pas-de-Calais (02e)            | Oui      |
| Alain Marc                   |  | UMP    | Aveyron (3e)                   | 2007              | Aveyron (3e)                   | Oui      |
| Jeanny Marc                  |  | SRC    | Guadeloupe (3e)                | 2007              | Guadeloupe (3e)                | Non      |
| Marie-Lou Marcel             |  | SRC    | Aveyron (2e)                   | 2007              | Aveyron (2e)                   | Oui      |
| Marie-Claude Marchand        |  | SRC    | Nord (19e)                     | 2011              | Nord (19e)                     | Non      |
| Jean-Pierre Marcon           |  | UMP    | Haute-Loire (1e)               | 2007              | 0Non                           | -        |
| Alfred Marie-Jeanne          |  | GDR    | Martinique (4e)                | 1997              | Martinique (1re)               | Oui      |
| Christine Marin              |  | UMP    | Nord (23e)                     | 2007              | Nord (03e)                     | Non      |
| Hervé Mariton                |  | UMP    | Drôme (3e)                     | 1993              | Drôme (3e)                     | Oui      |
| Muriel Marland-Militello     |  | UMP    | Alpes-Maritimes (2e)           | 2002              | 0Non                           | -        |
| Alain Marleix                |  | UMP    | Cantal (2e)                    | 1993              | Cantal (2e)                    | Oui      |
| Franck Marlin                |  | UMP    | Essonne (02e)                  | 1995              | Essonne (02e)                  | Oui      |
| Jean-René Marsac             |  | SRC    | Ille-et-Vilaine (4e)           | 2007              | Ille-et-Vilaine (4e)           | Oui      |
| Philippe Martin              |  | SRC    | Gers (1re)                     | 2002              | Gers (1re)                     | Oui      |
| Philippe Martin              |  | UMP    | Marne (6e)                     | 1993              | Marne (3e)                     | Oui      |
| Martine Martinel             |  | SRC    | Haute-Garonne (4e)             | 2007              | Haute-Garonne (4e)             | Oui      |
| Henriette Martinez           |  | UMP    | Hautes-Alpes (1re)             | 1993              | 0Non                           | -        |
| Patrice Martin-Lalande       |  | UMP    | Loir-et-Cher (2e)              | 1993              | Loir-et-Cher (2e)              | Oui      |
| Alain Marty                  |  | UMP    | Moselle (04e)                  | 2002              | Moselle (04e)                  | Oui      |
| Frédérique Massat            |  | SRC    | Ariège (1re)                   | 2007              | Ariège (1re)                   | Oui      |
| Jean-Claude Mathis           |  | UMP    | Aube (2e)                      | 2002              | Aube (2e)                      | Oui      |
| Gilbert Mathon               |  | SRC    | Somme (4e)                     | 2007              | 0Non                           | -        |
| Didier Mathus                |  | SRC    | Saône-et-Loire (4e)            | 1998              | 0Non                           | -        |
| Jean-Philippe Maurer         |  | UMP    | Bas-Rhin (2e)                  | 2007              | Bas-Rhin (2e)                  | Non      |
| Sandrine Mazetier            |  | SRC    | Paris (08e)                    | 2007              | Paris (08e)                    | Oui      |
| Pierre Méhaignerie           |  | UMP    | Ille-et-Vilaine (5e)           | 1973              | 0Non                           | -        |
| Christian Ménard             |  | UMP    | Finistère (6e)                 | 2002              | 0Non                           | -        |
| Michel Ménard                |  | SRC    | Loire-Atlantique (05e)         | 2007              | Loire-Atlantique (05e)         | Oui      |
| Gérard Menuel                |  | UMP    | Aube (3e)                      | 1997              | 0Non                           | -        |
| Damien Meslot                |  | UMP    | Territoire de Belfort (1re)    | 2002              | Territoire de Belfort (1re)    | Oui      |
| Kléber Mesquida              |  | SRC    | Hérault (5e)                   | 2002              | Hérault (5e)                   | Oui      |
| Philippe Meunier             |  | UMP    | Rhône (13e)                    | 2007              | Rhône (13e)                    | Oui      |
| Jean Michel                  |  | SRC    | Puy-de-Dôme (6e)               | 1997              | 0Non                           | -        |
| Jean-Claude Mignon           |  | UMP    | Seine-et-Marne (1re)           | 1993              | Seine-et-Marne (1re)           | Oui      |
| Arnaud Montebourg            |  | SRC    | Saône-et-Loire (6e)            | 1997              | 0Non                           | -        |
| Pierre Morange               |  | UMP    | Yvelines (06e)                 | 1997              | Yvelines (06e)                 | Oui      |
| Pierre Morel-A-L'Huissier    |  | UMP    | Lozère (2e)                    | 2002              | Lozère (1re)                   | Oui      |
| Philippe Morenvillier        |  | UMP    | Meurthe-et-Moselle (5e)        | 2008              | 0Non                           | -        |
| Hervé Morin                  |  | NC     | Eure (3e)                      | 1998              | Eure (3e)                      | Oui      |
| Jean-Marie Morisset          |  | UMP    | Deux-Sèvres (3e)               | 1997              | 0Non                           | -        |
| Pierre Moscovici             |  | SRC    | Doubs (4e)                     | 1997              | Doubs (4e)                     | Oui      |
| Georges Mothron              |  | UMP    | Val-d'Oise (5e)                | 2002              | Val-d'Oise (5e)                | Non      |
| Étienne Mourrut              |  | UMP    | Gard (2e)                      | 2002              | Gard (2e)                      | Non      |
| Alain Moyne-Bressand         |  | UMP    | Isère (6e)                     | 1988              | Isère (6e)                     | Oui      |
| Pierre-Alain Muet            |  | SRC    | Rhône (02e)                    | 2007              | Rhône (02e)                    | Oui      |
| Renaud Muselier              |  | UMP    | Bouches-du-Rhône (05e)         | 1993              | Bouches-du-Rhône (05e)         | Non      |
| Roland Muzeau                |  | GDR    | Hauts-de-Seine (01re)          | 2007              | Hauts-de-Seine (01re)          | Non      |
| Jacques Myard                |  | UMP    | Yvelines (05e)                 | 1993              | Yvelines (05e)                 | Oui      |
| Philippe Nauche              |  | SRC    | Corrèze (2e)                   | 1997              | Corrèze (2e)                   | Oui      |
| Henri Nayrou                 |  | SRC    | Ariège (5e)                    | 1997              | 0Non                           | -        |
| Jean-Marc Nesme              |  | UMP    | Saône-et-Loire (2e)            | 1988              | Saône-et-Loire (2e)            | Non      |
| Jean-Pierre Nicolas          |  | UMP    | Eure (2e)                      | 2002              | Eure (2e)                      | Non      |
| Yves Nicolin                 |  | UMP    | Loire (5e)                     | 1993              | Loire (5e)                     | Oui      |
| Hervé Novelli                |  | UMP    | Indre-et-Loire (4e)            | 1993              | Indre-et-Loire (4e)            | Non      |
| Marie-Renée Oget             |  | SRC    | Côtes-d'Armor (4e)             | 2002              | 0Non                           | -        |
| Dominique Orliac             |  | SRC    | Lot (1re)                      | 2007              | Lot (1re)                      | Oui      |
| Michel Pajon                 |  | SRC    | Seine-Saint-Denis (13e)        | 1996              | Seine-Saint-Denis (03e)        | Oui      |
| Françoise de Panafieu        |  | UMP    | Paris (16e)                    | 2002              | 0Non                           | -        |
| Bertrand Pancher             |  | UMP    | Meuse (1re)                    | 2007              | Meuse (1re)                    | Oui      |
| Yanick Paternotte            |  | UMP    | Val-d'Oise (9e)                | 2007              | Val-d'Oise (9e)                | Non      |
| George Pau-Langevin          |  | SRC    | Paris (21e)                    | 2007              | Paris (15e)                    | Oui      |
| Christian Paul               |  | SRC    | Nièvre (3e)                    | 1997              | Nièvre (2e)                    | Oui      |
| Daniel Paul                  |  | GDR    | Seine-Maritime (08e)           | 1997              | 0Non                           | -        |
| Béatrice Pavy                |  | UMP    | Sarthe (3e)                    | 2002              | Sarthe (3e)                    | Non      |
| Germinal Peiro               |  | SRC    | Dordogne (4e)                  | 1997              | Dordogne (4e)                  | Oui      |
| Jacques Pélissard            |  | UMP    | Jura (1re)                     | 1993              | Jura (1re)                     | Oui      |
| Jean-Luc Pérat               |  | SRC    | Nord (24e)                     | 2007              | Nord (03e)                     | Non      |
| Dominique Perben             |  | UMP    | Rhône (04e)                    | 1986              | 0Non                           | -        |
| Jean-Claude Perez            |  | SRC    | Aude (1re)                     | 1997              | Aude (1re)                     | Oui      |
| Marie-Françoise Pérol-Dumont |  | SRC    | Haute-Vienne (3e)              | 1997              | 0Non                           | -        |
| Nicolas Perruchot            |  | NC     | Loir-et-Cher (1re)             | 2002              | Loir-et-Cher (1re)             | Non      |
| Bernard Perrut               |  | UMP    | Rhône (09e)                    | 1997              | Rhône (09e)                    | Oui      |
| Édouard Philippe             |  | UMP    | Seine-Maritime (07e)           | 2012              | Seine-Maritime (07e)           | Oui      |
| Sylvia Pinel                 |  | SRC    | Tarn-et-Garonne (2e)           | 2007              | Tarn-et-Garonne (2e)           | Oui      |
| Étienne Pinte                |  | UMP    | Yvelines (01re)                | 1988              | 0Non                           | -        |
| Martine Pinville             |  | SRC    | Charente (4e)                  | 2007              | Charente (1re)                 | Oui      |
| Michel Piron                 |  | UMP    | Maine-et-Loire (4e)            | 2002              | Maine-et-Loire (4e)            | Oui      |
| Henri Plagnol                |  | UMP    | Val-de-Marne (01re)            | 1997              | Val-de-Marne (01re)            | Non      |
| Philippe Plisson             |  | SRC    | Gironde (11e)                  | 2007              | Gironde (11e)                  | Oui      |
| Serge Poignant               |  | UMP    | Loire-Atlantique (10e)         | 1993              | 0Non                           | -        |
| Bérengère Poletti            |  | UMP    | Ardennes (1re)                 | 2002              | Ardennes (1re)                 | Oui      |
| Axel Poniatowski             |  | UMP    | Val-d'Oise (2e)                | 2002              | Val-d'Oise (2e)                | Oui      |
| Josette Pons                 |  | UMP    | Var (6e)                       | 2002              | Var (6e)                       | Oui      |
| Anny Poursinoff              |  |        | Yvelines (10e)                 | 2010              | Yvelines (10e)                 | Non      |
| Jean-Luc Préel               |  | NC     | Vendée (1re)                   | 1988              | 0Non                           | -        |
| Christophe Priou             |  | UMP    | Loire-Atlantique (07e)         | 2002              | Loire-Atlantique (07e)         | Oui      |
| Jean Proriol                 |  | UMP    | Haute-Loire (2e)               | 1978              | 0Non                           | -        |
| François Pupponi             |  | SRC    | Val-d'Oise (8e)                | 2007              | Val-d'Oise (8e)                | Oui      |
| Didier Quentin               |  | UMP    | Charente-Maritime (5e)         | 1997              | Charente-Maritime (5e)         | Oui      |
| Catherine Quéré              |  | SRC    | Charente-Maritime (3e)         | 2007              | Charente-Maritime (3e)         | Oui      |
| Jean-Jack Queyranne          |  | SRC    | Rhône (07e)                    | 1981              | 0Non                           | -        |
| Dominique Raimbourg          |  | SRC    | Loire-Atlantique (04e)         | 2001              | Loire-Atlantique (04e)         | Oui      |
| Michel Raison                |  | UMP    | Haute-Saône (3e)               | 2002              | Haute-Saône (2e)               | Non      |
| Éric Raoult                  |  | UMP    | Seine-Saint-Denis (12e)        | 1986              | Seine-Saint-Denis (12e)        | Non      |
| Joël Regnault                |  | UMP    | Yvelines (12e)                 | 2009              | 0Non                           | -        |
| Frédéric Reiss               |  | UMP    | Bas-Rhin (8e)                  | 2002              | Bas-Rhin (8e)                  | Oui      |
| Jean-Luc Reitzer             |  | UMP    | Haut-Rhin (3e)                 | 1988              | Haut-Rhin (3e)                 | Oui      |
| Jacques Remiller             |  | UMP    | Isère (8e)                     | 2002              | Isère (8e)                     | Non      |
| Simon Renucci                |  | SRC    | Corse-du-Sud (1re)             | 2002              | Corse-du-Sud (1re)             | Non      |
| Marie-Line Reynaud           |  | SRC    | Charente (2e)                  | 1997              | Charente (2e)                  | Oui      |
| Bernard Reynès               |  | UMP    | Bouches-du-Rhône (15e)         | 2007              | Bouches-du-Rhône (15e)         | Oui      |
| Franck Reynier               |  | UMP    | Drôme (2e)                     | 2007              | Drôme (2e)                     | Oui      |
| Arnaud Richard               |  | UMP    | Yvelines (07e)                 | 2007              | Yvelines (07e)                 | Oui      |
| Franck Riester               |  | UMP    | Seine-et-Marne (5e)            | 2007              | Seine-et-Marne (5e)            | Oui      |
| Arnaud Robinet               |  | UMP    | Marne (1re)                    | 2008              | Marne (1re)                    | Oui      |
| Chantal Robin-Rodrigo        |  | SRC    | Hautes-Pyrénées (2e)           | 2002              | 0Non                           | -        |
| Camille de Rocca Serra       |  | UMP    | Corse-du-Sud (2e)              | 2002              | Corse-du-Sud (2e)              | Oui      |
| François Rochebloine         |  | NC     | Loire (3e)                     | 1988              | Loire (3e)                     | Oui      |
| Alain Rodet                  |  | SRC    | Haute-Vienne (4e)              | 1981              | Haute-Vienne (1re)             | Oui      |
| Marcel Rogemont              |  | SRC    | Ille-et-Vilaine (3e)           | 1997              | Ille-et-Vilaine (8e)           | Oui      |
| Marie-Josée Roig             |  | UMP    | Vaucluse (1re)                 | 1993              | 0Non                           | -        |
| Jean-Marie Rolland           |  | UMP    | Yonne (2e)                     | 2002              | Yonne (2e)                     | Non      |
| Bernard Roman                |  | SRC    | Nord (01re)                    | 1997              | Nord (01re)                    | Oui      |
| Michel Rossi                 |  | UMP    | Alpes-Maritimes (7e)           | 2011              | 0Non                           | -        |
| Valérie Rosso-Debord         |  | UMP    | Meurthe-et-Moselle (3e)        | 2007              | Meurthe-et-Moselle (2e)        | Non      |
| Jean-Marc Roubaud            |  | UMP    | Gard (3e)                      | 2002              | Gard (3e)                      | Non      |
| Gwendal Rouillard            |  | SRC    | Morbihan (5e)                  | 2011              | Morbihan (5e)                  | Oui      |
| René Rouquet                 |  | SRC    | Val-de-Marne (09e)             | 1981              | Val-de-Marne (09e)             | Oui      |
| Alain Rousset                |  | SRC    | Gironde (07e)                  | 2007              | Gironde (07e)                  | Oui      |
| Max Roustan                  |  | UMP    | Gard (4e)                      | 1993              | Gard (4e)                      | Non      |
| François de Rugy             |  | GDR    | Loire-Atlantique (01re)        | 2007              | Loire-Atlantique (01re)        | Oui      |
| Martial Saddier              |  | UMP    | Haute-Savoie (3e)              | 2002              | Haute-Savoie (3e)              | Oui      |
| Michel Sainte-Marie          |  | SRC    | Gironde (06e)                  | 1973              | 0Non                           | -        |
| Francis Saint-Léger          |  | UMP    | Lozère (1re)                   | 2002              | Lozère (1re)                   | Non      |
| Paul Salen                   |  | UMP    | Loire (7e)                     | 2011              | Loire (6e)                     | Oui      |
| Rudy Salles                  |  | NC     | Alpes-Maritimes (3e)           | 1988              | Alpes-Maritimes (3e)           | Oui      |
| Bruno Sandras                |  | UMP    | Polynésie française (2e)       | 2007              | Polynésie française (2e)       | Non      |
| Jean-Claude Sandrier         |  | GDR    | Cher (2e)                      | 1997              | 0Non                           | -        |
| André Santini                |  | NC     | Hauts-de-Seine (10e)           | 1988              | Hauts-de-Seine (10e)           | Oui      |
| Michel Sapin                 |  | SRC    | Indre (1re)                    | 2007              | 0Non                           | -        |
| Odile Saugues                |  | SRC    | Puy-de-Dôme (1re)              | 1997              | Puy-de-Dôme (1re)              | Oui      |
| François Scellier            |  | UMP    | Val-d'Oise (6e)                | 2002              | Val-d'Oise (6e)                | Oui      |
| André Schneider              |  | UMP    | Bas-Rhin (3e)                  | 1997              | Bas-Rhin (3e)                  | Oui      |
| Jean-Pierre Schosteck        |  | UMP    | Hauts-de-Seine (12e)           | 2008              | 0Non                           | -        |
| Jean-Marie Sermier           |  | UMP    | Jura (3e)                      | 2002              | Jura (3e)                      | Oui      |
| Fernand Siré                 |  | UMP    | Pyrénées-Orientales (2e)       | 2010              | Pyrénées-Orientales (2e)       | Oui      |
| Christophe Sirugue           |  | SRC    | Saône-et-Loire (5e)            | 2007              | Saône-et-Loire (5e)            | Oui      |
| Jean-Pierre Soisson          |  | UMP    | Yonne (1re)                    | 1968              | 0Non                           | -        |
| Michel Sordi                 |  | UMP    | Haut-Rhin (7e)                 | 2002              | Haut-Rhin (4e)                 | Oui      |
| Dominique Souchet            |  |        | Vendée (5e)                    | 2008              | Vendée (5e)                    | Non      |
| Daniel Spagnou               |  | UMP    | Alpes-de-Haute-Provence (2e)   | 2002              | 0Non                           | -        |
| Éric Straumann               |  | UMP    | Haut-Rhin (1re)                | 2007              | Haut-Rhin (1re)                | Oui      |
| Alain Suguenot               |  | UMP    | Côte-d'Or (5e)                 | 1993              | Côte-d'Or (5e)                 | Oui      |
| Michèle Tabarot              |  | UMP    | Alpes-Maritimes (9e)           | 2002              | Alpes-Maritimes (9e)           | Oui      |
| Lionel Tardy                 |  | UMP    | Haute-Savoie (2e)              | 2007              | Haute-Savoie (2e)              | Oui      |
| Christiane Taubira           |  | SRC    | Guyane (1re)                   | 1993              | 0Non                           | -        |
| Jean-Charles Taugourdeau     |  | UMP    | Maine-et-Loire (3e)            | 2002              | Maine-et-Loire (3e)            | Oui      |
| Guy Teissier                 |  | UMP    | Bouches-du-Rhône (06e)         | 1993              | Bouches-du-Rhône (06e)         | Oui      |
| Pascal Terrasse              |  | SRC    | Ardèche (1re)                  | 1997              | Ardèche (1re)                  | Oui      |
| Michel Terrot                |  | UMP    | Rhône (12e)                    | 1988              | Rhône (12e)                    | Oui      |
| Jean-Claude Thomas           |  | UMP    | Marne (3e)                     | 1988              | 0Non                           | -        |
| Marie-Hélène Thoraval        |  | UMP    | Drôme (4e)                     | 2010              | Drôme (4e)                     | Non      |
| Dominique Tian               |  | UMP    | Bouches-du-Rhône (02e)         | 2002              | Bouches-du-Rhône (02e)         | Oui      |
| Jean Tiberi                  |  | UMP    | Paris (02e)                    | 1968              | 0Non                           | -        |
| Jean-Louis Touraine          |  | SRC    | Rhône (03e)                    | 2007              | Rhône (03e)                    | Oui      |
| Marisol Touraine             |  | SRC    | Indre-et-Loire (3e)            | 1997              | Indre-et-Loire (3e)            | Oui      |
| Philippe Tourtelier          |  | SRC    | Ille-et-Vilaine (2e)           | 2002              | 0Non                           | -        |
| Alfred Trassy-Paillogues     |  | UMP    | Seine-Maritime (10e)           | 2002              | Seine-Maritime (10e)           | Non      |
| Georges Tron                 |  | UMP    | Essonne (09e)                  | 1993              | Essonne (09e)                  | Non      |
| Jean Ueberschlag             |  | UMP    | Haut-Rhin (4e)                 | 1988              | 0Non                           | -        |
| Jean-Jacques Urvoas          |  | SRC    | Finistère (1re)                | 2007              | Finistère (1re)                | Oui      |
| Daniel Vaillant              |  | SRC    | Paris (19e)                    | 1988              | Paris (17e)                    | Oui      |
| Jacques Valax                |  | SRC    | Tarn (1re)                     | 2007              | Tarn (2e)                      | Oui      |
| Manuel Valls                 |  | SRC    | Essonne (01re)                 | 2002              | Essonne (01re)                 | Oui      |
| Yves Vandewalle              |  | UMP    | Yvelines (02e)                 | 2007              | 0Non                           | -        |
| Christian Vanneste           |  | UMP    | Nord (10e)                     | 1993              | Nord (10e)                     | Non      |
| François Vannson             |  | UMP    | Vosges (3e)                    | 1993              | Vosges (3e)                    | Oui      |
| Isabelle Vasseur             |  | UMP    | Aisne (5e)                     | 2007              | Aisne (5e)                     | Non      |
| Catherine Vautrin            |  | UMP    | Marne (2e)                     | 2002              | Marne (2e)                     | Oui      |
| Michel Vauzelle              |  | SRC    | Bouches-du-Rhône (16e)         | 1988              | Bouches-du-Rhône (16e)         | Oui      |
| Michel Vaxès                 |  | GDR    | Bouches-du-Rhône (13e)         | 1997              | 0Non                           | -        |
| Francis Vercamer             |  | NC     | Nord (07e)                     | 2002              | Nord (07e)                     | Oui      |
| Patrice Verchère             |  | UMP    | Rhône (08e)                    | 2007              | Rhône (08e)                    | Oui      |
| Michel Vergnier              |  | SRC    | Creuse (1re)                   | 1997              | Creuse (1re)                   | Oui      |
| André Vézinhet               |  | SRC    | Hérault (2e)                   | 2007              | 0Non                           | -        |
| Jean-Sébastien Vialatte      |  | UMP    | Var (7e)                       | 2002              | Var (7e)                       | Oui      |
| René-Paul Victoria           |  | UMP    | Réunion (1re)                  | 2002              | Réunion (1re)                  | Non      |
| Alain Vidalies               |  | SRC    | Landes (1re)                   | 1988              | Landes (1re)                   | Oui      |
| Philippe Vigier              |  | NC     | Eure-et-Loir (4e)              | 2007              | Eure-et-Loir (4e)              | Oui      |
| François-Xavier Villain      |  |        | Nord (18e)                     | 2002              | Nord (18e)                     | Oui      |
| Jean-Michel Villaumé         |  | SRC    | Haute-Saône (2e)               | 2007              | Haute-Saône (2e)               | Oui      |
| Jean-Claude Viollet          |  | SRC    | Charente (1re)                 | 1997              | 0Non                           | -        |
| Philippe Vitel               |  | UMP    | Var (2e)                       | 2002              | Var (2e)                       | Oui      |
| Gérard Voisin                |  | UMP    | Saône-et-Loire (1re)           | 1993              | Saône-et-Loire (1re)           | Non      |
| Michel Voisin                |  | UMP    | Ain (4e)                       | 1988              | Ain (4e)                       | Oui      |
| Philippe Vuilque             |  | SRC    | Ardennes (2e)                  | 1997              | Ardennes (2e)                  | Non      |
| Jean-Luc Warsmann            |  | UMP    | Ardennes (3e)                  | 1995              | Ardennes (3e)                  | Oui      |
| Éric Woerth                  |  | UMP    | Oise (4e)                      | 2002              | Oise (4e)                      | Oui      |
| André Wojciechowski          |  | UMP    | Moselle (07e)                  | 2007              | Moselle (07e)                  | Non      |
| Gaël Yanno                   |  | UMP    | Nouvelle-Calédonie (1re)       | 2007              | Nouvelle-Calédonie (1re)       | Non      |
| Marie-Jo Zimmermann          |  | UMP    | Moselle (03e)                  | 1998              | Moselle (03e)                  | Oui      |
| Michel Zumkeller             |  | UMP    | Territoire de Belfort (2e)     | 2002              | Territoire de Belfort (2e)     | Oui      |